# Parafia Trójcy Przenajświętszej w Zmiennicy
Parafia Trójcy Przenajświętszej w Zmiennicy – parafia rzymskokatolicka znajdująca się w archidiecezji przemyskiej, w dekanacie Brzozów. 

## Historia
W sierpniu 1981 roku w Zmiennicy zbudowano podpiwniczenie i strop pod nowy kościół, a we wrześniu przeniesiono z Jasionowa drewniany kościół z 1810 roku, który złożono na podpiwniczeniu. Początkowo msze święte odprawiał ks. J. Turoń. 9 maja 1982 roku bp Ignacy Tokarczuk poświęcił kościół pw. Trójcy Przenajświętszej. 
21 czerwca 1982 roku dekretem bpa Ignacego Tokarczuka została erygowana parafia, z wydzielonego terytorium parafii Jasionów. 4 lipca 1982 roku przybył pierwszy proboszcz ks. Józef Mac
Na terenie parafii jest 1145 wiernych.
Proboszczowie parafii:
1982–2010. ks. inż. Józef Mac.
2010– nadal ks. Józef Ciekliński.